# Áta
Áta es un pueblo ubicado en el condado de Baranya, Hungría.

## Superficie
Posee una superficie de 8,09 kilómetros cuadrados.

## Demografía
Hasta 2021 la población era de 171 habitantes, con una densidad de población de 21,13 habitantes por kilómetro cuadrado.